# Maximilian Werner (Politiker)
Maximilian Werner (* 18. Juni 1815 in Appenweier; † 20. Januar 1875 in Offenburg) war ein badischer Politiker. Er war ein überzeugter Demokrat und gehörte zu den Wegbereitern der Revolution in Baden.

## Leben
Werner studierte von 1836 bis 1840 Jura in Heidelberg und Freiburg im Breisgau und war Mitglied des Corps Suevia Freiburg. Anschließend war als Rechtsanwalt unter anderem in Oberkirch, Offenburg und Birsfelden (Schweiz) tätig.
Von 1848 bis 1849 war er Stadtverordneter in Oberkirch sowie als Nachfolger Gustav Rées Abgeordneter in der Frankfurter Nationalversammlung, wo er der Linken (Donnersberg-Fraktion) und nach deren Auflösung dem Centralmärzverein angehörte. Er war Mitglied des Vorparlaments. Er nahm 1848/1849 an allen Aufständen der badischen Revolution teil, im Juni 1849 gehörte er der provisorischen Regierung als Kriegsminister an. Nach dem Zusammenbruch der Murgtallinie versucht er zusammen mit Amand Goegg und Franz Sigel erfolglos, im Seekreis den Widerstand gegen die preußische Interventionsarmee neu zu organisieren. Gemeinsam mit den Resten der badischen Revolutionstruppen trat er am 11. Juli 1849 bei Konstanz über die Schweizer Grenze und bat um Asyl.
Bis 1850 wohnte er zunächst in Birsfelden. Über Frankreich gelangte er in die Vereinigten Staaten von Amerika. Das badische Hofgericht in Bruchsal verurteilte ihn am 25. April 1850 wegen Hochverrats zu einer lebenslangen Zuchthausstrafe; das Oberhofgericht in Mannheim bestätigte das Urteil am 30. November 1850. Aus Amerika kehrte er nach der 1862 verkündeten Amnestie zurück. Von 1869 bis 1874 war er wieder als Rechtsanwalt in Offenburg tätig.
Im Gegensatz zu anderen Revolutionsführern hinterließ Werner keine Memoiren oder andere Schriften und galt lange als im Ausland verschollen. Insofern blieb seine Rolle in der badischen Revolution lange Zeit unbeachtet, bis intensive Forschungen der Familie in den 1990er Jahren eine detailliertere Darstellung seines Wirkens und seines Schicksals ermöglichten.